# Oreolpium nymphum
Oreolpium nymphum es una especie de arácnido del orden Pseudoscorpionida de la familia Olpiidae.

## Distribución geográfica
Se encuentra en Oregón (Estados Unidos).